# Paralinhomoeus longicaudatus
Paralinhomoeus longicaudatus is een rondwormensoort uit de familie van de Linhomoeidae. De wetenschappelijke naam van de soort is voor het eerst geldig gepubliceerd in 1929 door Allgén.